# Nina Anisimova
Nina Valentinovna Anisimova (São Petersburgo, 26 de fevereiro de 1973) é uma triatleta profissional russa. 

## Carreira

### Sydney 2000
Nina Anisimova disputou os Jogos de Sydney 2000, terminando em 12º lugar com o tempo de 2:03:26.35. 
Nina Anisimova em Atenas 2004, ela não terminou a prova.